# Comuna Viișoara, Botoșani
Viișoara (în trecut Bivolu) este o comună în județul Botoșani, Moldova, România, formată din satele Cuza Vodă, Viișoara (reședința) și Viișoara Mică.

## Personalități locale
- Dimitrie Brândză (1846 - 1895), medic, naturalist, botanist, fondatorul Grădinii Botanice din București.

Din punct de vedere geostructural,comuna Viișoara este așezată in Platforma Moldovenească.Substratul geologic este constituit predominant din depozite argilo-nisipoase, aparținând ca vârstă Salmațioanului inferior.Structura acestor depozite este foarte simplă, stratele fiind înclinate ușor, de la nord-vest spre sud-est.Peste formațiunile sarmațiene sunt așezate cele mai noi depozite de varstă cuaternară(pleisticen si holocen), alcătuite din aluviuni pe șesuri, dealuri și versanți și numai pe unele dealuri din luturi loessoide.

## Demografie
Componența etnică a comunei Viișoara
     Români (91,94%)
     Alte etnii (8,06%)
Componența confesională a comunei Viișoara
     Ortodocși (87,94%)
     Penticostali (2,06%)
     Martori ai lui Iehova (1,29%)
     Alte religii (0,45%)
     Necunoscută (8,25%)
Conform recensământului efectuat în 2021, populația comunei Viișoara se ridică la 1.551 de locuitori, în scădere față de recensământul anterior din 2011, când fuseseră înregistrați 1.953 de locuitori. Majoritatea locuitorilor sunt români (91,94%). Din punct de vedere confesional, majoritatea locuitorilor sunt ortodocși (87,94%), cu minorități de penticostali (2,06%) și martori ai lui Iehova (1,29%), iar pentru 8,25% nu se cunoaște apartenența confesională.

## Politică și administrație
Comuna Viișoara este administrată de un primar și un consiliu local compus din 11 consilieri. Primarul, Laurențiu Constantin Rîmbu[*], de la Partidul Social Democrat, este în funcție din octombrie 2020. Începând cu alegerile locale din 2024, consiliul local are următoarea componență pe partide politice:
|  | Partid                          | Consilieri | Componența Consiliului | Componența Consiliului | Componența Consiliului | Componența Consiliului |
|  | ------------------------------- | ---------- | ---------------------- | ---------------------- | ---------------------- | ---------------------- |
|  | Partidul Social Democrat        | 4          |                        |                        |                        |                        |
|  | Partidul Național Liberal       | 2          |                        |                        |                        |                        |
|  | Alianța pentru Unirea Românilor | 2          |                        |                        |                        |                        |
|  | Partidul România Mare           | 1          |                        |                        |                        |                        |
|  | Alianța Dreapta Unită           | 1          |                        |                        |                        |                        |
|  | Alianța Național Creștină       | 1          |                        |                        |                        |                        |